# Station Berlin-Lichtenberg
Berlin-Lichtenberg is een spoorweg- en S-Bahn- in het oosten van Berlijn. Het station bevindt zich aan het einde van de Frankfurter Allee en dankt zijn naam aan het stadsdeel Lichtenberg, waarin het gelegen is. Station Lichtenberg werd geopend in 1881 en was tijdens de deling van de stad een van de belangrijkste stations van Oost-Berlijn. Sinds 1930 ligt onder het station ook een gelijknamig metrostation. Aan de noordzijde van het station bevindt zich het eindpunt van tramlijnen 18 en 21.

## Spoorwegen en S-Bahn
In 1867 bereikte de Preußische Ostbahn het Berlijnse Ostbahnhof (Küstriner Bahnhof), waardoor de Pruisische hoofdstad een rechtstreekse aansluiting op de spoorlijn naar West-Pruisen, Koningsbergen en Rusland kreeg. In 1881 opende aan deze lijn het station Lichtenberg. Een jaar later werd het station hernoemd tot Lichtenberg-Friedrichsfelde, aangezien het weliswaar tot het grondgebied van Lichtenberg behoorde, maar dichter bij het dorp Friedrichsfelde lag. Station Lichtenberg-Friedrichsfelde werd bediend door voorstadstreinen en diende bovendien als rangeerstation. In 1898 opende de Wriezener Bahn, een regionale spoorweg naar Werneuchen en Wriezen, die voorlopig in station Lichenberg-Friedrichsfelde ging eindigen. In 1903 werd deze lijn doorgetrokken naar zijn definitieve eindpunt, het Wriezener Bahnhof. Bij de vorming van Groot-Berlijn in 1920 kwam station Lichtenberg-Friedrichsfelde binnen de Berlijnse stadsgrenzen te liggen, waarna het in 1938 zijn huidige naam Berlin-Lichtenberg kreeg.
Op 6 november 1928 stopten de eerste elektrische voorstadstreinen in Berlin-Lichtenberg; de laatste stoomtreinen, die deze diensten voorheen uitvoerden, werden twee maanden later buiten gebruik gesteld. Nadat de elektrificatie van de voorstadslijnen rond Berlijn was voltooid, werden deze lijnen samengevoegd in het nieuwe S-Bahnnet, het eerste in Duitsland.

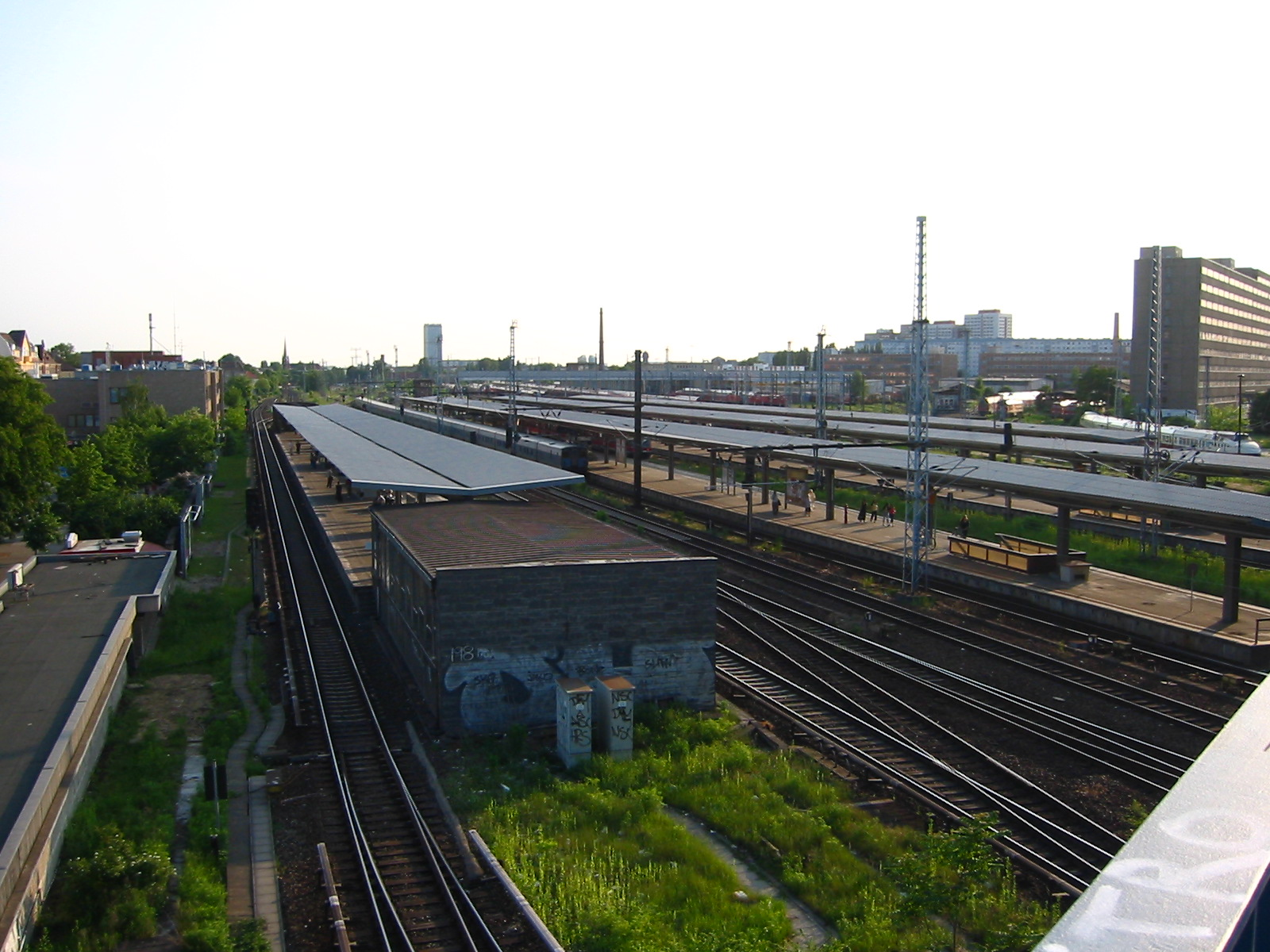
Zicht op sporen en perrons vanaf de Frankfurter Allee

Nadat in 1952 het doek was gevallen voor de laatste kopstations van Berlijn, die zich vrijwel alle in het westen van de stad bevonden, promoveerde Berlin-Lichtenberg tot hoofdlijnstation. Naast het reeds bestaande perron voor voorstadstreinen (waar sinds 1928 de S-Bahn stopt) werd hiertoe een nieuw perron aangelegd. Het rangeerstation werd gesloten en heringericht als opstelterrein voor reizigerstreinen.
Tussen 1975 en 1977 werd over de sporen aan de noordzijde van het station de Lichtenberger Brücke gebouwd. Over deze brug voor het autoverkeer verloopt de Frankfurter Allee, onderdeel van Bundesstraße 1 en 5.
In de jaren 1980 groeide het belang van station Lichtenberg nog meer, omdat het de capaciteit van het Oost-Berlijnse Hauptbahnhof (het huidige Ostbahnhof) vanwege uitlopende bouwwerkzaamheden beperkt was. Om Berlin-Lichtenberg geschikt te maken voor zijn nieuwe functie werden er twee nieuwe perrons gebouwd. Ook werd de Ostbahn geëlektrificeerd. In 1984 werd het uitgebreide stationscomplex geopend met een nieuwe hoofdingang aan de Weitlingstraße. Treinen van en naar bestemmingen ten oosten van Berlijn, waaronder Kaliningrad, Warschau, Kiev, Minsk, Moskou en diverse steden in Siberië, kregen er hun begin- en eindpunt.
Na de Duitse Hereniging onderging het station een uitgebreide renovatie. De opening van het nieuwe Centraal Station in mei 2006 betekende grotendeels het einde van de status van Berlin-Lichtenberg als interregionaal en internationaal station. Het station fungeert wel als opleidingsplaats voor DB Station&Service, het onderdeel van Deutsche Bahn dat voor het beheer van de stations verantwoordelijk is. Leerling-stationsbedienden vervullen er diverse functies.

### Verbindingen
Lange afstand

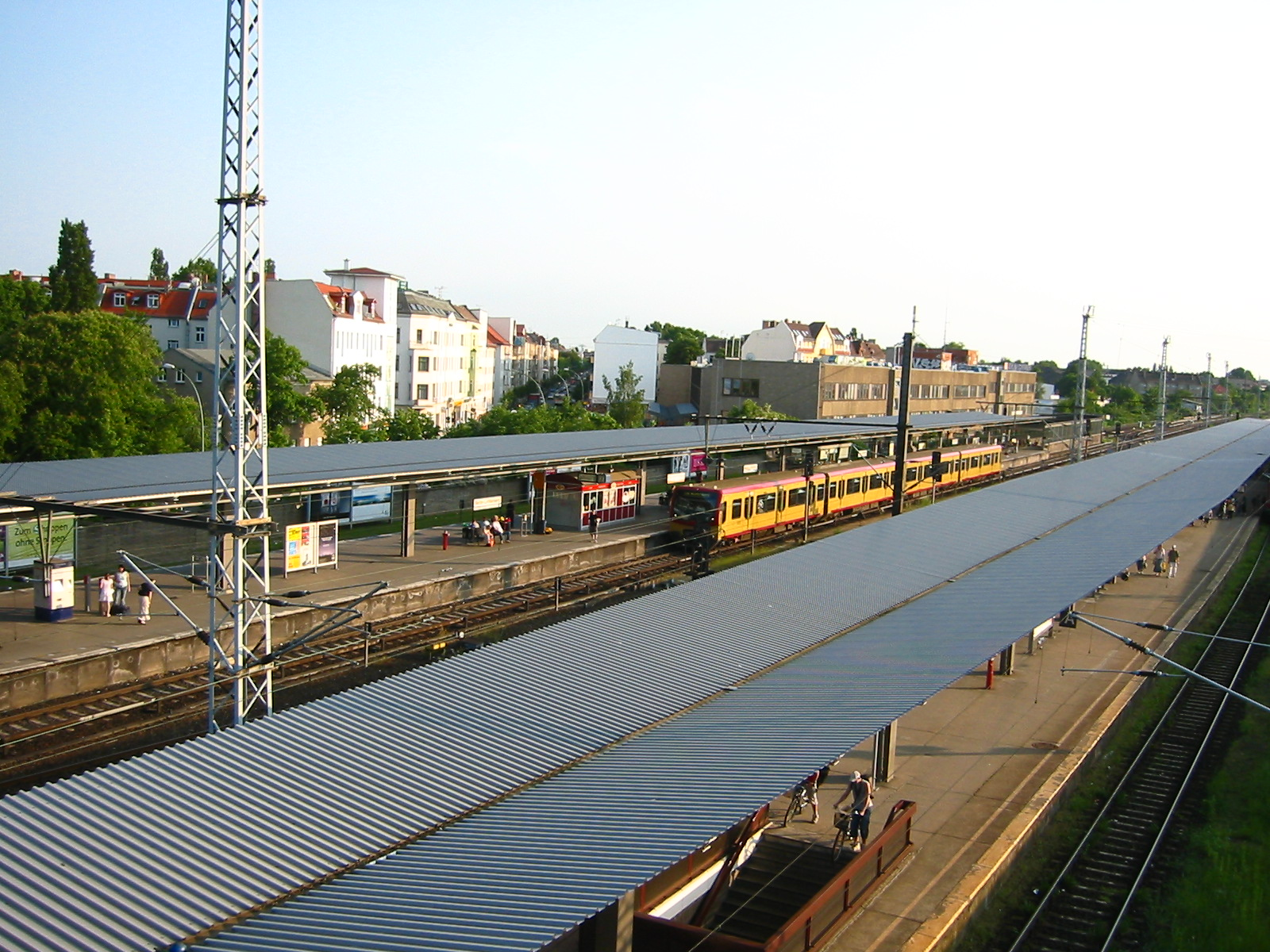
S-Bahnperron

Sinds mei 2006 rijden de meeste langeafstandstreinen naar en uit het oosten via de Stadtbahn, zonder Lichtenberg aan te doen. Het station is nog wel begin- en eindpunt voor nachttreinen die Berlijn verbinden met diverse delen van Duitsland en Zwitserland.
- CityNightLine: Berlijn - Zürich
- CityNightLine: Berlijn - München
- IC: Berlijn - Erfurt

Regionale treinen
- RB12 (Prignitzer Eisenbahn/Deutsche Bahn) via Oranienburg naar Templin Stadt
- OE25 (ODEG) naar Werneuchen
- NE26 (Niederbarnimer Eisenbahn) naar Kostrzyn (Polen)
- OE36 (ODEG) via Frankfurt (Oder) naar Neuberesinchen
- OE60 (ODEG) via Eberswalde naar Frankfurt (Oder)

S-Bahn
- S5: Westkreuz ↔ Strausberg Nord
- S7: Potsdam Hauptbahnhof ↔ Ahrensfelde
- S75: Warschauer Straße ↔ Wartenberg